# Exocentrus klapperichi
Exocentrus klapperichi là một loài bọ cánh cứng trong họ Cerambycidae.